# Державний науково-дослідний та проектний інститут рідкіснометалевої промисловості РФ (АТ «Гіредмет»)
55°44′24″ пн. ш. 37°37′23″ сх. д. / 55.739911° пн. ш. 37.623003° сх. д.
Державний науково-дослідний та проектний інститут рідкіснометалевої промисловості РФ (АТ «Гіредмет») є провідною координуючою науково-дослідною та проектною організацією матеріалознавчого профілю Держкорпорації «Росатом», що спеціалізується на розробці нових матеріалів на основі рідкісних металів, їх сполук та сплавів, наноматеріалів та нанотехнологій.
Інститут проводить наукові дослідження, конструювання обладнання, проектування підприємств. За проектами інституту «Гіредмет» збудовано підприємства, продукція яких забезпечує розвиток електроніки, атомної енергетики, приладобудування, авіаційної, ракетно-космічної техніки, сучасних засобів та систем зв'язку, навігації, НВЧ, ІЧ, надпровідникової техніки.